# Biclavigera deterior
Biclavigera deterior là một loài bướm đêm trong họ Geometridae.